# Sasunaga pallida
Sasunaga pallida là một loài bướm đêm trong họ Noctuidae.